# La Vall d'Uixó
la Vall d'Uixó (em valenciano e oficialmente) ou Vall de Uxó (em castelhano) é um município da Espanha na província de Castelló, Comunidade Valenciana. Tem 67,1 km² de área e em 2021 tinha 31 549 habitantes (densidade: 470,2 hab./km²).

## Demografia
| Variação demográfica do município entre 1991 e 2004 | Variação demográfica do município entre 1991 e 2004 | Variação demográfica do município entre 1991 e 2004 | Variação demográfica do município entre 1991 e 2004 |
| --------------------------------------------------- | --------------------------------------------------- | --------------------------------------------------- | --------------------------------------------------- |
| 1991                                                | 1996                                                | 2001                                                | 2004                                                |
| 27837                                               | 28283                                               | 28964                                               | 30610                                               |